# SD Croatia Berlin
SD Croatia Berlin e.V. je nogometni klub hrvatske iseljeničke zajednice iz Berlina u Njemačkoj.

## Povijest
Sportsko društvo Croatia iz Berlina jedna je od najstarijih hrvatskih športsko-nogometnih udruga u Njemačkoj. Dva kluba s područja Berlina aktivno i pravno bili su preteče današnjoj Croatiji. 

#### CS Bratstvo
Prvo je nastao i djelovao SC Bratstvo, nogometni klub montera zagrebačke tvrtke Industromontaža, koja je sa svojom radnom snagom doputovala u Njemačku graditi objekte 1968. godine. Svoje slobodno vrijeme radnici tog zagrebačkog koncerna kratili su igrajući na livadama nogomet, s radnicima Siemensa, Mercedesa i drugima 1971. godine službeno su oformili i klub, BRATSTVO-INDUSTROMONTŽA, koji je kasnije preimenovan u SC BRATSTVO 71. 
Formiranjem SC Bratstva i njegovim aktivnim uključivanjem u Berlinski nogometni savez (BFV), popratio je presedan u Njemačkoj. Naime, po Statutu tadašnjeg BFV-a samo su dva stranca smjela istodobno igrati u jednoj njemačkoj momčadi. Nastankom SC Bratstvo pojavljuje se odjednom kompletna momčad stranaca u jednom službenom natjecanju. Statut je promijenjen i od tada u svim amaterskim klubovima u Njemačkoj može igrati neograničen broj stranaca. 

#### NK Croatia / NK Hajduk 1973.
Dvije godine kasnije, 1973., formira se NK Croatia, koja je nastala u okrilju Hrvatske katoličke misije u, tada podijeljenom, Berlinu. U samom početku momčad Croatia je nastupala je na raznim turnirima i prijateljskim utakmicama sve do formiranja tzv. "Jugo-lige" 1975. godine, a da bi uopće mogli opstati, te igrati u tom natjecanju NK Croatia bila je prisiljena mijenjati ime u HNK Hajduk, jer je ime Croatia za takvu ligu bilo nepodobno.

#### Bratstvo-Hajduk e.V. / NK Hajduk 1973. e.V.
Tijekom 1976. godine vodstvo Hajduka (dakle, Croatije) stupa u pregovore za spajanjem s članovima SC Bratstvo (koje se već natjecalo u njemačkom "C" razredu), da bi tek 1987. godine došlo do fuzije ova dva kluba u novu udrugu: "Bratstvo-Hajduk" e.V. Samo godinu dana poslije na Skupštini kluba to se ime mijenja u NK Hajduk 1973. e.V. Transformacija imena još nije bila u potpunosti završena, čekao se povoljan trenutak kako bi se klubu vratilo matično ime Croatia, koje bi okupilo sve ponajbolje igrače iz nekoliko hrvatskih nogometnih klubova sa šireg područja Berlina, koji su se još uvijek natjecali u "Jugo-ligi". 

#### SD Croatia
Važan segment u stvaranju jake Croatije došao je baš iz SV Croatia, momčadi koja je nastala 1987. godine. Gotovo kompletan pogon SV Croatie, s upravom i igračima, te omladinskim sastavom pristupa 1989. godine SD Croatiji Berlin e.V. čime je stvorena pretpostavka svim uspjesima koji su slijedili. Taj potez bio dalekovidan potvrđuje i podatak da je "Jugo-liga" nedugo poslije doživjela raspad i da su igrači iz NK Livna, NK Velebita i NK Dinama počeli pristupati SD Croatia.

#### ŠD Croatia e.V. Berlin
Tako je ŠD Croatia e.V. Berlin početkom 1989. godine i službeno upisana u sudski registar grada Berlina, nakon što je 14. siječnja 1989. godine na redovnoj godišnjoj skupštini u Hrvatskom katoličkom centru u Berlinu, došlo do promjene imena iz tadašnjeg NK Hajduk 1973. e.V. 

## Uspjesi
Pod novim/starim imenom Croatia Berlin u kratkom vremenu postiže veliki napredak, a zatim i pad; prvo 1990./91. ulazi u "B", zatim 1991./92. u "A" ligu grada Berlina, pa 1992./93. godine postaje član Zemaljske lige (Landesliga), potom 1993./94. ulazi u Saveznu berlinsku ligu, a 1995./96. postaje član Oberlige, a u sezoni 1997./98., kao prvak Oberlige ulazi u Regionalnu ligu.  Međutim, tada slijedi pad, 1999./2000. se vraća u Oberligu, te godinu za godinom u niži rang natjecanja sve do sezone 2004./05. kada je izborila povratak u Zemaljsku ligu u kojoj se i danas natječe. 
Jedan od velikih uspjeha kluba je i ulazak u Finale Paul-Rusch Kupa u sezoni 1992./93. koji je izgubljen minimalnim rezultatom od 1:2 od renomiranog suparnika: 1. FC Union Berlin. Godine 1996. osvojen je Kup gradonačelnika Berlina Steglitz.

### Futsal
Futsal momčad Croatie Berlin dvostruki je prvak Njemačke 2010 i 2011 godine.

## Momčadi
Klub ima 8 natjecateljskih momčadi: 
- Prva momčad u Zemaljskoj ligi
- Druga momčad u A razredu
- Veterani u najvišoj berlinskoj nogometnoj ligi za veterane – Verbandsligu
- Veterani stariji od 40 godina
- A omladinska momčad
- B omladinska momčad
- C omladinska momčad
- D omladinska momčad

U klubu djeluje 6 trenera, od toga četvorica s UEFA B licencom i 2 pred trenerskim ispitom. Klub ima oko 250 članova.

## Nastup u Hrvatskoj
Croatia iz Berlina je sudjelovala na Prvom svjetskom nogometnom natjecanju hrvatskih iseljenika 2007. i drugom 2011. godine.

## Vanjske poveznice
- Službene stranice
- Nogometni magazin  Arhivirana inačica izvorne stranice od 25. srpnja 2011. (Wayback Machine) Hrvatski klubovi u inozemstvu -- predstavljamo: Croatia Berlin
- Berlinski magazin - Prvi mjesečnik za Hrvate u Berlinu  Arhivirana inačica izvorne stranice od 7. prosinca 2011. (Wayback Machine) Sportsko društvo Croatia - Berlin – BERLIN e. V.